# Diafiltration

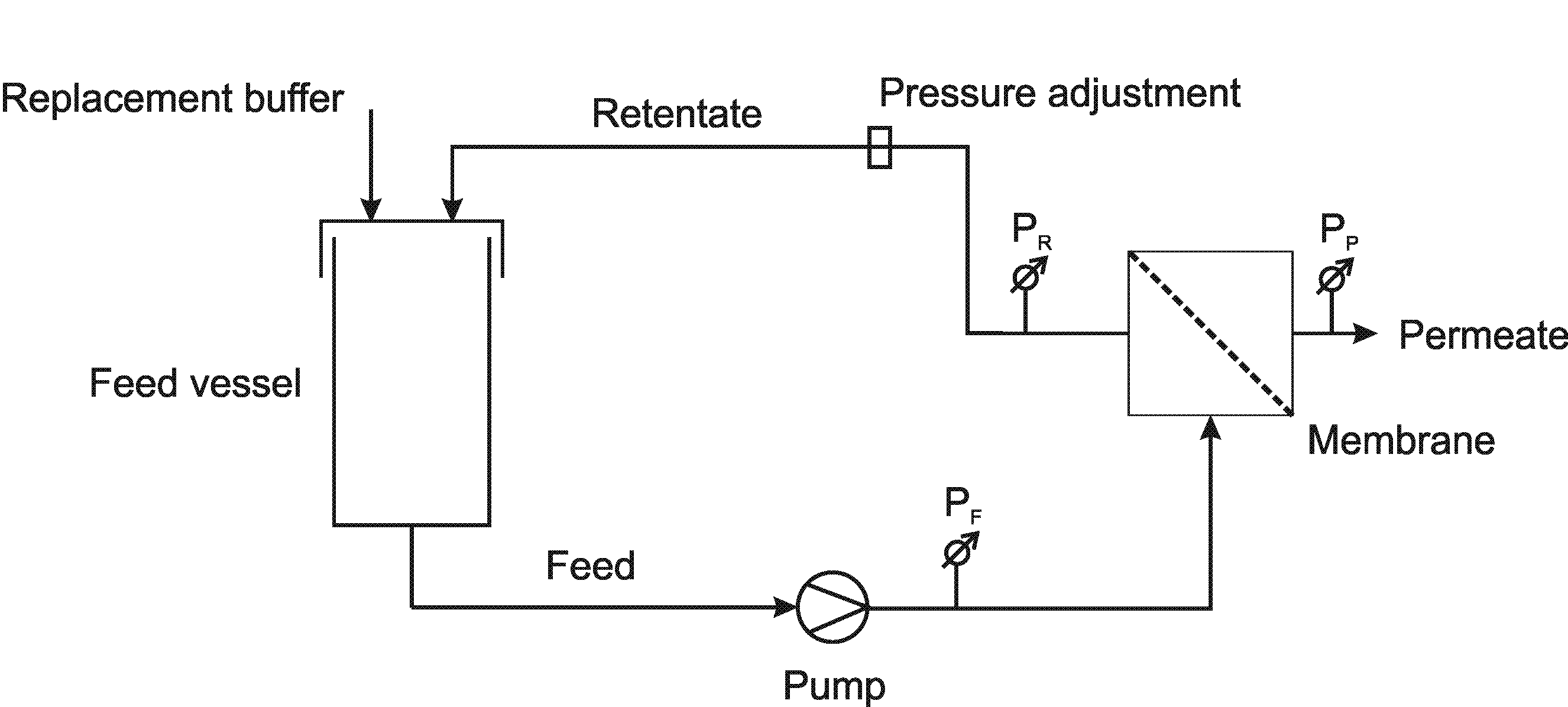
Schéma d'un système de diafiltration, représentant schématiquement tous les composants nécessaires

La diafiltration est un processus de dilution qui implique l'élimination ou la séparation de certains composants d'un gaz ou d'un liquide contenant des molécules solubles et dans certaines conditions filtrables (ex. : sels, sucres, petites protéines, solvants) dans une solution (aqueuse en général), basée sur le tri des molécules selon leur taille en utilisant des filtres perméables plus ou moins nanométriques, avec l'objectif de produire de l'eau pure ou de récupérer des éléments rares,,,,,,.

## Utilisations
De manière générale, la diafiltration est surtout utilisée dans les systèmes de filtration permettant à un opérateur de produire un rétentat purifié, exempt de petites molécules indésirables (ex. : sucres et sels qui seront alors éliminés dans le perméat.
Cette technique vise par exemple à extraire de l'eau des produits toxiques (pesticides…) ou des éléments indésirables difficiles à traiter par les moyens classiques (carbone organique dissous, par exemple quand il risque de générer des sous-produits dégradant la qualité de l'eau traitée par les usines ou systèmes de potabilisation de l'eau).
Dans certains contextes (agroalimentaire), on parle de diafiltration pour décrire une modification du procédé d'ultrafiltration par ajout d'eau à des aliments pour laver ces derniers (après que l'eau ait solubilisé certains éléments indésirables, elle passe par un filtre (membrane) capable d'éliminer ces éléments indésirables).